# Вязьевская волость

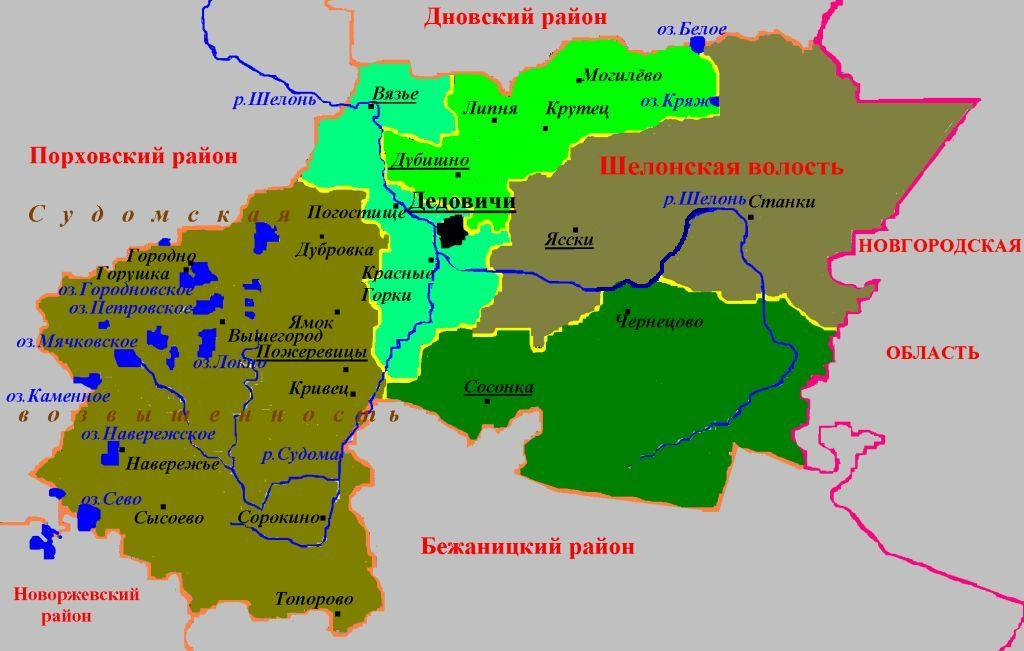
Административное деление Дедовичского района в 2010—2015 гг.

Вязьевская волость — административно-территориальная единица 3-го уровня и муниципальное образование со статусом сельского поселения в Дедовичском районе Псковской области России.
Административный центр — деревня Погостище (ранее до 2015 года был в деревне Вязье).

## География
Территория волости на востоке примыкает к пгт Дедовичи, граничит на западе с Пожеревицкой, на востоке и северо-востоке — с Шелонской волостями Дедовичского района, на северо-западе — с Порховским районом, на севере — с Дновским районом Псковской области, на востоке — с Новгородской областью.

## Население
| 2002  | 2010  | 2012  | 2013  | 2014  | 2015  | 2016  |
| ----- | ----- | ----- | ----- | ----- | ----- | ----- |
| 774   | ↗1564 | ↘1513 | ↘1441 | ↘1371 | ↘1326 | ↗2034 |
| 2017  | 2018  | 2019  | 2020  | 2021  |       |       |
| ↘1975 | ↘1919 | ↘1889 | ↘1857 | ↗2082 |       |       |

С учётом присоединённой Сосонской волости, численность населения объединённой Вязьевской волости по состоянию на 1 января 2015 года в границах с апреля 2015 года составляет 2069 жителей.

## Населённые пункты
С апреля 2015 года в состав волости входит 89 населённых пунктов, в том числе 87 деревень и 2 станции:
| №  | Населённый пункт | Тип     | Население |
| -- | ---------------- | ------- | --------- |
| 1  | Акулиха          | деревня | ↘1        |
| 2  | Бабкино          | деревня | ↘9        |
| 3  | Байково          | деревня | ↘8        |
| 4  | Бакач            | деревня | ↘7        |
| 5  | Бакач            | станция | ↘2        |
| 6  | Бахново          | деревня | ↘5        |
| 7  | Болчино          | деревня | ↗24       |
| 8  | Большая Храпь    | деревня | ↘35       |
| 9  | Борок            | деревня | ↘3        |
| 10 | Бронница         | деревня | ↗2        |
| 11 | Бурошкино        | деревня | →0        |
| 12 | Веселки          | деревня | →0        |
| 13 | Высокое          | деревня | ↘4        |
| 14 | Вязье            | деревня | ↘543      |
| 15 | Глебово          | деревня | ↘2        |
| 16 | Гнилицы          | деревня | ↘7        |
| 17 | Городня          | деревня | ↘4        |
| 18 | Городовик        | деревня | ↘196      |
| 19 | Городок          | деревня | ↘23       |
| 20 | Гороховище       | деревня | ↘12       |
| 21 | Гребелец         | деревня | →0        |
| 22 | Грихново         | деревня | ↘11       |
| 23 | Груздовка        | деревня | ↘0        |
| 24 | Дора             | деревня | →0        |
| 25 | Дубровочки       | деревня | ↘19       |
| 26 | Дубровы          | деревня | →2        |
| 27 | Енарьево         | деревня | ↘5        |
| 28 | Залесье          | деревня | ↘0        |
| 29 | Заполье          | деревня | ↘13       |
| 30 | Заполье          | деревня | ↘3        |
| 31 | Захонье          | деревня | ↘11       |
| 32 | Зуево            | деревня | ↗3        |
| 33 | Киларево         | деревня | ↗5        |
| 34 | Кипино           | деревня | ↘43       |
| 35 | Князево          | деревня | ↘1        |
| 36 | Козулино         | деревня | ↘5        |
| 37 | Костково         | деревня | ↘0        |
| 38 | Красноселье      | деревня | ↘3        |
| 39 | Красные Горки    | деревня | ↘422      |
| 40 | Крутец           | деревня | ↘3        |
| 41 | Крючково         | деревня | ↘40       |
| 42 | Кучено           | деревня | ↗8        |
| 43 | Лемтюхово        | деревня | →0        |
| 44 | Ломаница         | деревня | ↘0        |
| 45 | Лука             | деревня | ↘5        |
| 46 | Малая Храпь      | деревня | ↘15       |
| 47 | Мухарево         | деревня | ↘1        |
| 48 | Нивки            | деревня | ↘10       |
| 49 | Новая Деревня    | деревня | ↘30       |
| 50 | Новое Пезово     | деревня | ↘12       |
| 51 | Паревичи         | деревня | ↘5        |
| 52 | Парли            | деревня | ↗22       |
| 53 | Патрово          | деревня | ↗11       |
| 54 | Пески            | деревня | ↘3        |
| 55 | Пестинская       | деревня | ↘4        |
| 56 | Погиблово        | деревня | ↘0        |
| 57 | Погостище        | деревня | ↗193      |
| 58 | Подгузово        | деревня | ↘0        |
| 59 | Подмышье         | деревня | ↘23       |
| 60 | Поколотово       | деревня | ↘4        |
| 61 | Порожек-1        | деревня | ↗3        |
| 62 | Порожек-2        | деревня | ↘0        |
| 63 | Пригон           | деревня | ↘13       |
| 64 | Пустошка         | деревня | →1        |
| 65 | Рассошня         | деревня | ↗2        |
| 66 | Решетиха         | деревня | ↘3        |
| 67 | Ручейки          | деревня | ↘16       |
| 68 | Ручьевая         | деревня | ↘21       |
| 69 | Сажино           | деревня | ↗30       |
| 70 | Сворыж           | деревня | ↘9        |
| 71 | Сивичино         | деревня | →0        |
| 72 | Скрылево         | деревня | ↘3        |
| 73 | Сосонка          | деревня | ↘167      |
| 74 | Старое Пезово    | деревня | ↘1        |
| 75 | Судома           | станция | ↘13       |
| 76 | Сухорево         | деревня | ↘8        |
| 77 | Тишинка          | деревня | ↘1        |
| 78 | Устье            | деревня | ↗10       |
| 79 | Фомино           | деревня | ↘4        |
| 80 | Харлово          | деревня | ↘0        |
| 81 | Хлопотово        | деревня | →6        |
| 82 | Хмелевицы        | деревня | ↘23       |
| 83 | Хохлово          | деревня | ↘34       |
| 84 | Чернецово        | деревня | ↘144      |
| 85 | Шапинка          | деревня | ↘9        |
| 86 | Шаплово          | деревня | ↘3        |
| 87 | Шубино           | деревня | ↘10       |
| 88 | Юфимово          | деревня | ↗5        |
| 89 | Юхарино          | деревня | ↘3        |

## История
Постановлением Псковского областного Собрания депутатов от 26 января 1995 года все сельсоветы в Псковской области были переименованы в волости, в том числе Большехрапский сельсовет был превращён в Большехрапскую волость.
Постановлением Псковского областного Собрания депутатов от 30 января 1997 года Большехрапская волость (д. Большая Храпь) была упразднена, а на её территории были образованы Погостищенская (д. Погостище) и Вязьевская волости (д. Вязье).
Законом Псковской области от 28 февраля 2005 года была упразднена Погостищенская волость, а её территория вошла в Вязьевскую, в границах которой также было создано муниципальное образование Вязьевская волость (с центром в деревне Вязье) со статусом сельского поселения с 1 января 2006 года в составе муниципального образования Дедовичский район со статусом муниципального района.
На референдуме 11 октября 2009 год было поддержано объединение Красногорской (д. Красные Горки) и Вязьевской волостей; Сосонской (д. Сосонка) и Чернецовской (д.  Чернецово) волостей. Законом Псковской области от 3 июня 2010 года Красногорская волость была упразднена и включена в состав Вязьевской волости; также была упразднена Чернецовская волость в пользу Сосонской волости.
В июле 2010 — марте 2015 годов в Вязьевскую волость входило 49 населённых пунктов, в том числе 48 деревень — Бабкино, Бакач, Байково, Болчино, Большая Храпь, Бронница, Бурошкино, Вязье, Глебово, Гнилицы, Гороховище, Городок, Груздовка, Гребелец, Дора, Дубровочки, Залесье, Заполье, Захонье, Киларево, Козулино, Костково, Красноселье, Красные Горки, Крючково, Лука, Малая Храпь, Новая Деревня, Патрово, Погостище, Подгузово, Поколотово, Порожек-1, Порожек-2, Рассошня, Сажино, Сворыж, Сивичино, Сухарево, Сухарево, Тишинка, Устье, Фомино, Харлово, Хлопотово, Хмелевицы, Шаплово, Шубино, — а также 1 станция — Бакач.
Законом Псковской области от 30 марта 2015 года в состав Вязьевской волости 11 апреля 2015 года была включена упразднённая Сосонская волость, а центр объединённой Вязьевской волости из деревни Вязье был перенесён в деревню Погостище.